# Белінський рудник
Белінський рудник – колишнє гірничодобувне підприємство в Костанайській області Казахстану, що провадило розробку однойменного родовища бокситів.
Видобуток на Белінському родовищі стартував у 1979 році, при цьому продукція відвантажувалась на Павлодарський алюмінієвий завод, що виробляв з неї глинозем. Річна потужність рудника перевищувала 1 млн тон. Видобуток вели відкритим способом за допомогою численних кар’єрів, кількість яких за час існування рудника досягнула 27. Відомо, що глибина кар’єра №1 у підсумку склала 120 метрів.
В 2019-му через вичерпання запасів рудник зупинили. На той час з нього було отримано біля 50 млн тон бокситів.
Рудник належав до Краснооктябрьського бокситового рудоуправління компанії «Алюминий Казахстана».